# فقدت في الشمس
فقدت في الشمس (بالإنجليزية: Lost in the Sun)‏ هو فيلم دراما أمريكي صدر في سنة 2015. الفيلم من إخراج تراي نيلسون، ومن بطولة جوش دوهامل والطفل جوش ويغينز ولين كولينز وإيما فورمان.

## القصة
يفقد الطفل لويس (جوش ويغينز) أمه، وبذلك لا يتبقى له إلا جدته في مكان بعيد من منطقته. يستغل حالة الطفل أحد الأشخاص المجهولين وهو "جون"، والذي يدعي بأنه صديق قديم لأمه ويقنعه بأن يوصله لمنزل جدته بدلاً من الحافلات. خلال الرحلة الطويلة يظهر جون بوجه آخر حيثُ يقوم بعمليات سطو مسلح ويجبر لويس على مساعدته، يعيش لويس بحالة تردد بين الاستمرار مع جون أو معاندته. لكنه أخيراً يتورط معه في العديد من عمليات السطو، لكن في النهاية يصل لويس لجدته ويبدأ حياة جديدة.

## وصلات خارجية
- فقدت في الشمس على موقع IMDb (الإنجليزية)
- فقدت في الشمس على موقع ميتاكريتيك (الإنجليزية)
- فقدت في الشمس على موقع روتن توميتوز (الإنجليزية)
- فقدت في الشمس على موقع قاعدة بيانات الأفلام العربية
- فقدت في الشمس على موقع Turner Classic Movies (الإنجليزية)
- فقدت في الشمس على موقع أول موفي (الإنجليزية)
- فقدت في الشمس على موقع فيلمافينيتي (الإسبانية)
- فقدت في الشمس على موقع قاعدة بيانات الفيلم (الإنجليزية)
- فقدت في الشمس على موقع ليتربوكسد (الإنجليزية)
- فقدت في الشمس على موقع كينوبويسك (الروسية)